# Väpnaren
Väpnaren är en roman av Ruth Rendell under hennes pseudonym Barbara Vine, utgiven i England 1990. Engelska originalets titel är Gallowglass. Romanen översattes till svenska 1991. 

## Handling
Joe är en deprimerad ung man som precis släppts ut från ett mentalsjukhus. Han står i begrepp att ta sitt liv då han räddas av den välutbildade rikemanssonen Sandor. Den unge Joe blir en slags hjälpreda åt Sandor i samband med en märklig plan som denne försöker iscensätta. Sandor hade för många år sedan deltagit i kidnappningen av fotomodellen Nina och hade blivit förälskad i henne. Nina lever numera på en välbevakad egendom med sin make men Sandor planera att åter försöka kidnappa henne så de kan leva tillsammans. Småningom dras även Joes färgstarka styvsyster Tilly in i planerna, men allt går inte som Sandor tänkt sig. Historien ses i mångt och mycket genom Joes ögon men även Paul Garnet, Ninas chaufför, skildrar en del av handlingen. Romanen får ett överraskande slut med en ironisk knorr. 